# Laophonte adamsiae
Laophonte adamsiae är en kräftdjursart som beskrevs av Raibaut 1960. Laophonte adamsiae ingår i släktet Laophonte och familjen Laophontidae. Inga underarter finns listade i Catalogue of Life.